# Jerzy Urban
Jerzy Urban (nacido Jerzy Urbach, Łódź, 3 de agosto de 1933 - Konstancin-Jeziorna, 3 de octubre de 2022) fue un periodista, comentarista, escritor y político polaco, más conocido como el fundador y editor en jefe de la revista semanal Nie. De 1981 a 1989 fue secretario de prensa del gobierno comunista de la República Popular de Polonia y Jefe del Comité de Radio y Televisión de Polonia en 1989.
Acérrimo anticlerical y pro-comunista a lo largo de su vida, con frecuencia fue el centro de numerosas controversias debido a sus comentarios y opiniones políticas que dieron como resultado el apoyo al régimen comunista; por otro lado, fue un satírico, escritor y periodista agudo, inteligente e intransigente, lo que resulta en un legado complicado de su vida.

## Biografía

### Antes de 1989
Urban nació en una familia judía en Łódź. Su padre, Jan Urbach, era un activista del Partido Socialista Polaco y del Bund Laborista General Judío en Polonia. En 1939, se trasladaron a la ciudad de Lwów (Lemberg, actual Leópolis, Ucrania). Tras el estallido de la Segunda Guerra Mundial y la ocupación germano-soviética de Polonia, un funcionario soviético confundió las dos últimas letras del apellido familiar y lo transcribió incorrectamente como "Urban". Sus padres luego se abstuvieron de volver a la ortografía original, un movimiento que posiblemente les salvó la vida cuando Alemania se apoderó de Lwów en 1941.
Según los informes, Urban asistió a 17 escuelas primarias y secundarias diferentes. Completó sus exámenes de secundaria como estudiante externo. Estudió en dos facultades de la Universidad de Varsovia y fue expulsado de ambas. Comenzó su carrera periodística con la revista Nowa Wieś.
De 1955 a 1957, fue periodista -reportero y comentarista- del semanario Po prostu, que comenzó durante la rehabilitación de Władysław Gomułka, quien se convirtió en líder del comunista Partido Obrero Unificado Polaco (PZPR, por sus siglas en polaco). Sin embargo, el periódico fue cerrado por iniciativa personal de Gomułka, que simbolizó el final del deshielo que comenzó bajo Gomułka. El periódico se cerró principalmente debido a los artículos de opinión mordaces e intransigentes de Urban. A Urban mismo se le prohibió oficialmente publicar con su propio nombre. A partir de 1961, trabajó para el semanario Polityka, continuando con sus artículos de opinión bajo seudónimos Finalmente, se le prohibió totalmente realizar cualquier actividad periodística. Esta prohibición continuó hasta que Gomułka perdió el poder como líder del partido.
A pesar de su actitud crítica hacia el gobierno de Edward Gierek, se opuso al movimiento Solidaridad en 1980 y, a menudo, criticó a sus líderes (incluido Lech Wałęsa). De 1981 a 1989 fue Secretario de Prensa y portavoz del Consejo de Ministros y del gobierno comunista. Creó la tradición de conferencias de prensa semanales, transmitidas por la televisión polaca a las que asistían periodistas polacos y extranjeros. En septiembre de 1984, durante el mes anterior al asesinato del sacerdote Jerzy Popiełuszko, escribió una columna "Seanse nienawiści" (sesión de odio); en ella criticó al cura llamándolo Savonarola anticomunista.
En 1986, Urban planeó una historia mediática de que Estados Unidos había traicionado al movimiento Solidaridad. Se reunió con un reportero del Washington Post y le dijo que un espía polaco de la CIA, que luego fue identificado como Ryszard Kukliński, estaba al tanto del plan para instalar la ley marcial en 1981 y le había pasado esa información al gobierno de los Estados Unidos. "La administración estadounidense podría haber revelado públicamente estos planes al mundo y advertido a Solidaridad", dijo Urban, "si lo hubiera hecho, la implementación de la ley marcial habría sido imposible". En una conferencia de prensa, Urban alegó que "Washington... no advirtió a sus aliados. No se jactó de su agente como lo hace habitualmente". Según Urban, la administración Reagan había "mentido a su propio pueblo y a sus amigos en Polonia", cuando negó tener conocimiento previo de la ley marcial.

### Después de 1989
Urban se postuló para diputado independiente durante las elecciones semi-libres de 1989 (nunca fue miembro del Partido Obrero Unificado Polaco, PZPR). Sufrió una aplastante derrota y desde entonces abandonó los intentos de participar activamente en la política.
En 1990 fundó Nie, un periódico políticamente satírico similar a un tabloide anticlerical, que a menudo utiliza groserías. Posteriormente se desempeñó como editor jefe.

### Caso judicial por ofensa a Juan Pablo II
En 2002, Urban fue acusado de ofensa contra el jefe del Estado del Vaticano, el Papa Juan Pablo II, debido a la publicación en Nie del artículo "Obwoźne sado-maso" (Sado-masoquismo de casa en casa); el artículo fue publicado antes de una visita del Papa a Polonia. Entre los términos supuestamente ofensivos utilizados por Urban estaban "sędziwy bożek" (viejo ídolo de adoración), "gasnący starzec" ("viejo que se desvanece") y "Breżniew Watykanu" (Brezhnev del Vaticano).
El Foro de la Juventud del partido político Ley y Justicia (PiS) y el Consejo de Ética de los Medios lo llevaron a juicio. En el tribunal, Magdalena Bajer, líder del Consejo de Ética de los Medios, declaró como testigo diciendo que Urban "se burló del sufrimiento de un hombre que era jefe de Estado". El caso judicial fue considerado un precedente. Urban se declaró inocente. Durante el caso declaró: "Mirar la secta papal con ojos de ateo es tan legal como el éxtasis de los devotos".
Urban fue defendido por el International Press Institute de Viena, expresando su preocupación de que el caso judicial contra Urban fuera una forma de censura, así como por Reporteros sin Fronteras, quien afirmó: "Somos perfectamente conscientes de que criticar a Juan Pablo II es un tabú en Polonia, pero esto no debería impedir que las autoridades defiendan los principios legales relacionados con la libertad de prensa en Europa (especialmente el artículo 10 de la Convención Europea de Derechos Humanos, relativo a la libertad de expresión)".
Por su parte, el especialista en derecho eclesiástico, el sacerdote y catedrático Florian Lempa, afirmó que la acción de Urban no cumplía con la tipificación del delito, ya que un jefe de Estado sólo está protegido cuando está presente en territorio polaco, y el artículo fue publicado antes que el Papa llegase a Polonia. Además, Urban "tenía derecho a su punto de vista" y "la sátira es admisible". Agregó que el artículo estaba dirigido a personas que tratan de sacar provecho del Papa, más que a él personalmente.
El fiscal pidió una pena de diez meses de prisión suspendida en tres años y una multa de 20.000 eslotis (unos 5.000 euros). El 5 de enero de 2005, el tribunal condenó a Urban y le impuso una multa de 20.000 eslotis. El tribunal argumentó que "Jerzy Urban provocó intencionalmente un escándalo al publicar un artículo sobre Juan Pablo II en el momento en que el Papa vino a Polonia". Según el tribunal, la publicación fue un movimiento táctico deliberado, así como una provocación medida por parte de Urban, ya que de lo contrario no habría causado una reacción e indignación tan violenta (popular). El tribunal subrayó que las críticas permitidas no tienen por qué ser agradables, pero tampoco pueden ser insultantes.
Tras el veredicto judicial, Urban afirmó que la sentencia revelaba la "clericalización de la justicia". Agregó que no esperaba mucho de pasar por el proceso de apelación, pero que acudiría al Tribunal Europeo de Derechos Humanos si fuera necesario.

### Muerte
Jerzy Urban murió en Konstancin-Jeziorna el 3 de octubre de 2022 a la edad de 89 años. Fue enterrado en el Cementerio Militar de Powązki, Varsovia, el 11 de octubre de 2022.

## Vida personal y creencias políticas
Urban se casó tres veces. Tenía una hija. Se describió a sí mismo como ateo, y frecuentemente criticaba la religión organizada, especialmente la Iglesia católica en Polonia.
Fue un comunista acérrimo durante toda su vida; describió el movimiento Solidaridad como "lo peor que le pasó a Polonia" y mantuvo esta postura incluso después de la caída del comunismo.

## Legado
Es recordado como un escritor y satírico inteligente y hábil, así como también como un exitoso propietario y editor en jefe, sin embargo, sigue siendo una figura muy mal recibida con una reputación escandalosa.
Su estrecha amistad y apoyo al general Wojciech Jaruzelski y la decisión de imponer la ley marcial en 1981, así como sus críticas, a menudo con groserías, a Lech Wałęsa, Solidaridad, Juan Pablo II y el padre Jerzy Popiełuszko, todos muy queridos en Polonia, lo convirtieron en una figura muy odiada, más aún después del asesinato de Popiełuszko. Sin embargo, sus posturas incansables, su sátira intransigente y sus habilidades periodísticas fueron ampliamente aclamadas, dejando un legado complejo.

## Premios y condecoraciones
- Orden Polonia Restituta, grado de Cruz de Oficial[13]
- Cruz del Mérito[13]
- Orden de la Bandera del Trabajo, segunda clase[13]
- Orden de Cirilo y Metodio (Bulgaria)[13]